# Die Einladung zur Reise
Die Einladung zur Reise (Originaltitel L’invitation au voyage) ist ein französischer Stummfilm, den Germaine Dulac 1927 in eigener Produktion realisierte. Ihrem Szenario, das sie mit Irène Hillel-Erlanger verfasste, lag ein Gedicht von Charles Baudelaire zugrunde.

## Handlung
Gegenstand der Darstellung sind die geheimen Sehnsüchte einer verheirateten Frau auf der Suche nach neuen erotischen Erfahrungen. Sie ist zugleich ängstlich und abenteuerlustig. Sie begibt sich in ein Etablissement von zweifelhaftem Ruf. Dort erregt sie die Aufmerksamkeit eines gutaussehenden Marineoffiziers. Doch dieser geht auf Distanz, als er bemerkt, dass sie nicht mehr frei ist. Die Matrosen in dem Lokal hingegen empfinden nicht so feinfühlig.

## Hintergrund
Das Bühnenbild entwarf Cesare Silvagni. Hinter der Kamera standen Paul Guichard und Lucien Bellavoine. Der Regie assistierte Marie-Anne Malleville. Regie und Produktion lagen in den Händen von Germaine Dulac. Der Film war viragiert. Er wurde im Dezember 1927 in Frankreich uraufgeführt. Auch in Polen und den USA wurde der Film gezeigt.

## Rezeption

### Literarische Vorlage
„L‘Invitation au voyage (Die Einladung zur Reise) ist ein Versuch über Bildassoziationen, ein filmisches Gedicht, das sich an Baudelaires lyrischer Symbolik in ‚Die Blumen des Bösen‘ anlehnt. […] In rhythmischer Struktur der Bildfolge, wie auch durch die rein musikalische Vertonung als eingreifendes Element, entsteht eine experimentelle Variation über Nähe, Sehnsucht nach der Ferne und Enttäuschung.“

Dulac zeigt in ihrem Film „the loneliness of femininity especially as a wife and mother. The trapped sensation of being confined by home and responsibility, that even beyond the walls of her prison, she is trapped by her own mind and the expectations that they bring. The sailors of the bar represent a sort of freedom, they ask young women to come on journeys with them, but it’s under the pretext of sexual favours, a sort of slavery. For some though, this is the only escape. There is no escape from the world of men, they rule all.“ (Justine Smith)

### Filmsprache
Insgesamt arbeitet Dulac in diesem Kurzfilm mit vielen Überblendungen, Darstellungen der Natur, Traumdarstellungen, Nah- und Großaufnahmen sowie einer assoziativen Montage. Hier wird die Handlung wieder in den Hintergrund gerückt, um Emotionen und Sehnsüchte der Protagonisten besonders zu veranschaulichen.
Die Montage des Films ist, verglichen mit der von La Coquille et le Clergyman, weniger spektakulär, doch gleichermaßen virtuos gehandhabt und kommt ganz und gar den Darstellern zugute. Sie wird nur durch deren Traumsequenzen unterbrochen.
Diese sind voll mit Bildern erotischen Verlangens, schäumender See, einsam-romantischer Schiffe und der Chance auf eine Partnerschaft. Die Phantasie der männlichen Matrosen ist nicht so subtil: die Bilder werden beherrscht von „Sieg“, „Krieg“ und unverhohlenem Sex.

### Filmmusik
„In den 1920er Jahren neigten die Avantgardisten häufig dazu, ihren Imaginationen Gewicht zu verleihen, indem sie zur Musik Zuflucht nahmen. Was Germaine Dulac betrifft, hatte sie, die Zugang zu der Welt des Kinos auf dem Umweg über die schöne Musikbegleitung fand, gewißlich eine innige Beziehung zur Musik. Leider ist von den Partituren oder musikalischen Fragmenten, welche ihre Kurzfilme einst begleiteten, nicht eine erhalten geblieben.“

„Der integrierte Film, von dem alle träumen, ist eine visuelle Sinfonie aus rhythmischen Bildern, die von den Empfindungen des Künstlers geordnet auf die Leinwand geworfen werden. Es gibt Sinfonien, es gibt reine Musik, warum sollte das Kino nicht seine eigenen Sinfonien haben?“

„Dulac zeigt in ihrem Film ausführlich die Musikanten der Bar und ihre Instrumente: Ziehharmonika solo, mit Gesang oder mit kleinem Orchester (Violine, Banjo, Schlagzeug), Geige solo, Südseegitarre mit Gesang (oder Pantomime?). Durch die Abfolge der musikalischen Nummern, durch die Abwechslung von Tanz- und Vortragsstücken wird auch die Filmhandlung episodisch gegliedert. Gestik und Mimik der Musiker (und gleichsam auch der Instrumente!) haben zudem direkten Einfluß auf die Stimmungen der Bargäste (und der Filmbetrachter)“

Eine neue Begleitmusik für Die Einladung zur Reise komponierte 2002 Catherine Milliken. Sie wurde vom Ensemble Modern, in dem Milliken die Oboe bläst, mit Klarinette, Horn, Streichbass, Klavier und Schlagwerk eingespielt. Gegenüber der im Film bildlich evozierten Musik erweist sich Millikens neue Begleitmusik zwar als aufmerksam, aber unabhängig.

## Résumé
„Pur produit de l’avant-garde française des années vingt, le film de Germaine Dulac éblouit par sa splendeur visuelle, son inventivité formelle, le rythme musical que le montage insuffle à son lancinant sur place (car il n’y a pas vraiment de progression dramatique et à peine une intrigue) mais touche aussi par sa cruauté désabusée et parvient à émouvoir en suggérant l’amertume des occasions manquées et des vies gâchées.“

## Wiederaufführung
Der Kultursender Arte strahlte den Film in restaurierter Fassung am 25. Juni 2005 als deutsche Erstaufführung im Fernsehen aus.
Am 9. Februar 2007 wurde er bei den Internationalen Filmfestspielen in Berlin aufgeführt.
Die Arte édition brachte Die Einladung zur Reise/L’invitation au voyage in ihrem Verlag absolut medien zusammen mit noch zwei weiteren Filmen von Germaine Dulac auf DVD heraus.